# Реџи Рединг
Реџи Рединг (енгл. Reggie Redding; Филаделфија, Пенсилванија, 18. јул 1988) је амерички кошаркаш. Игра на позицијама бека и крила.

## Биографија
Колеџ кошарку играо је на Виланова Универзитету за екипу Виланова вајлдкетса у периоду од 2006. до 2010. године. На НБА драфту 2010. није изабран.
Прва Редингова сениорска сезона била је 2010/11. и њу је провео у кипарској екипи ЕТА Енгомис, са којом је и освојио национални куп. Затим се преселио у Немачку и наредне две сезоне био је играч клуба Тајгерс Тибинген. У јулу 2013. потписала га је АЛБА из Берлина и са овом екипом освојио је Куп Немачке за 2014. годину, а уврштен је и у другу поставу идеалног тима УЛЕБ Еврокупа 2013/14. У сезони 2015/16. био је играч Дарушафаке. У августу 2016. потписао је за Бајерн из Минхена. Био је део састава Бајерна који је у сезони 2017/18. освојио дуплу круну. У сезони 2018/19. је био играч Турк Телекома. Током сезоне 2019/20. је био играч Партизана.

## Успеси

### Клупски
- ЕТА Енгомис:
  - Куп Кипра (1): 2011.

- АЛБА Берлин:
  - Куп Немачке (1): 2014.

- Бајерн Минхен:
  - Првенство Немачке (1): 2017/18.
  - Куп Немачке (1): 2018.

### Појединачни
- Идеални тим Еврокупа — друга постава (1): 2013/14.